# Prosopocoilus francisi
Prosopocoilus francisi là một loài bọ cánh cứng trong họ Lucanidae. Loài này được Arnaud mô tả khoa học năm 1986.